# آندری لافیتا
آندری لافیتا (اسپانیایی: Andry Laffita‎؛ زادهٔ ۲۶ مارس ۱۹۷۸) بوکسور اهل کوبا بود.
وی در مسابقات کشوری و بین‌المللی در مجموع برندهٔ ۴ مدال نقره شده‌است.